# Acanthicus
Acanthicus – rodzaj słodkowodnych ryb sumokształtnych z rodziny zbrojnikowatych (Loricariidae). Spotykane w hodowlach akwariowych. Zaliczane do glonojadów.

## Zasięg występowania
Dorzecza Tocantins i Amazonki w Brazylii.

## Klasyfikacja
Gatunki zaliczane do tego rodzaju:
- Acanthicus adonis – tarczobok żaglopłetwy[4]
- Acanthicus hystrix

Gatunkiem typowym jest Acanthicus hystrix.